# Sailly-Labourse
Pour les articles homonymes, voir Sailly.
Sailly-Labourse est une commune française située dans le département du Pas-de-Calais en région Hauts-de-France. Ses habitants sont appelés les Saillygeois. La commune est membre de la communauté d'agglomération de Béthune-Bruay, Artois-Lys Romane. 
La cité pavillonnaire no 9 figure dans les biens du bassin minier du Nord-Pas-de-Calais inscrits sur la liste du patrimoine mondial de l’UNESCO.

## Géographie

### Localisation
Localisée dans l'est du département du Pas-de-Calais, Sailly-Labourse est une commune située, à vol d'oiseau à 3 km au nord-est de la commune de Nœux-les-Mines (aire d'attraction) et à 5 km au sud-est de la commune de Béthune (chef-lieu d'arrondissement).
Le territoire de la commune est limitrophe de ceux de quatre communes.
Les communes limitrophes sont Beuvry, Annequin, Labourse et Mazingarbe.

### Géologie et relief
La superficie de la commune est de 6,02 km2 ; son altitude varie de 19  à   41 m.

### Hydrographie
La commune, située dans le bassin Artois-Picardie, est, selon le Service d'administration nationale des données et référentiels sur l'eau (Sandre), drainée par deux cours d'eau :
- la Rivière militaire, d'une longueur de 1,97 km, qui prend sa source dans la commune de Beuvry et se jette dans le fossé des Barizeaux au niveau de la commune de Beuvry[4] ;
- le Bellenville, d'une longueur de 1,79 km qui prend sa source dans la commune d'Annequin et se jette dans la Rivière militaire au niveau de la commune de Beuvry[5].

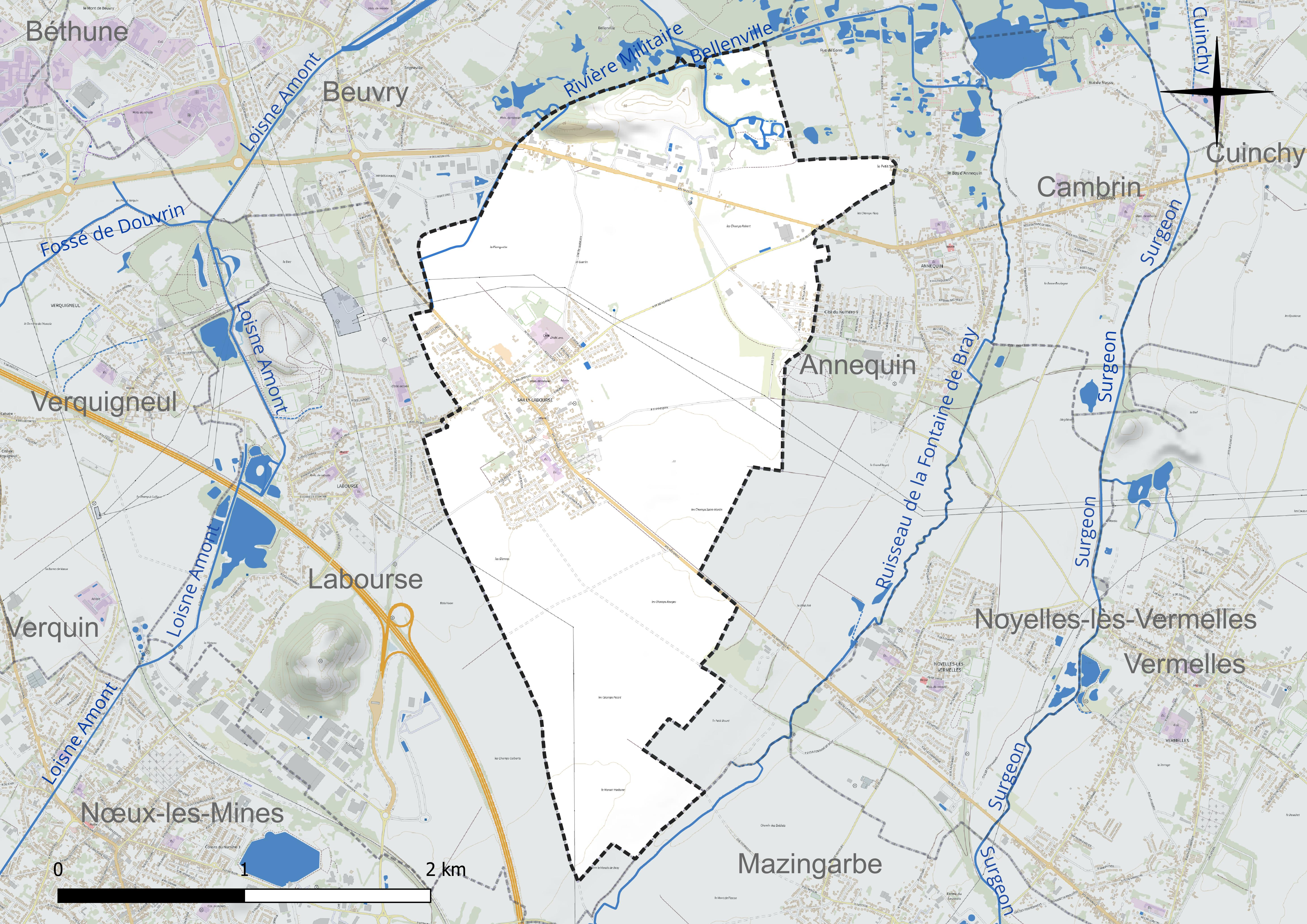
Réseau hydrographique de Sailly-Labourse.

### Climat
Pour des articles plus généraux, voir Climat des Hauts-de-France et Climat du Nord-Pas-de-Calais.
En 2010, le climat de la commune est de type climat océanique dégradé des plaines du Centre et du Nord, selon une étude du Centre national de la recherche scientifique (CNRS ) s'appuyant sur une série de données couvrant la période 1971-2000. En 2020, Météo-France publie une typologie des climats de la France métropolitaine dans laquelle la commune est exposée à un climat océanique et est dans une zone de transition entre les régions climatiques « Nord-est du bassin Parisien » et « Côtes de la Manche orientale ».
Pour la période 1971-2000, la température annuelle moyenne est de 10,6 °C, avec une amplitude thermique annuelle de 14,1 °C. Le cumul annuel moyen de précipitations est de 730 mm, avec 12,2 jours de précipitations en janvier et 9,1 jours en juillet. Pour la période 1991-2020, la température moyenne annuelle observée sur la station météorologique la plus proche, située sur la commune de Lillers à 17 km à vol d'oiseau, est de 11,1 °C et le cumul annuel moyen de précipitations est de 731,5 mm,. Pour l'avenir, les paramètres climatiques de la commune estimés pour 2050 selon différents scénarios d'émission de gaz à effet de serre sont consultables sur un site dédié publié par Météo-France en novembre 2022.

### Milieux naturels et biodiversité

#### Zones naturelles d'intérêt écologique, faunistique et floristique
L’inventaire des zones naturelles d'intérêt écologique, faunistique et floristique (ZNIEFF) a pour objectif de réaliser une couverture des zones les plus intéressantes sur le plan écologique, essentiellement dans la perspective d’améliorer la connaissance du patrimoine naturel national et de fournir aux différents décideurs un outil d’aide à la prise en compte de l’environnement dans l’aménagement du territoire.
Le territoire communal comprend deux ZNIEFF de type 1 : 
- le marais de Beuvry, Cuinchy et Festubert. Cet ensemble de marais se situe dans le bassin versant de la Lys en limite nord/ouest du bassin minier du Pas-de-Calais qui est une zone très industrialisée et peuplée dans laquelle peu de milieux naturels subsistent[12] ;
- le terril de la cité no 9 d’Annequin. Site constitué d’un petit terril plat couvert, sur sa moitié, par un boisement dense[13].

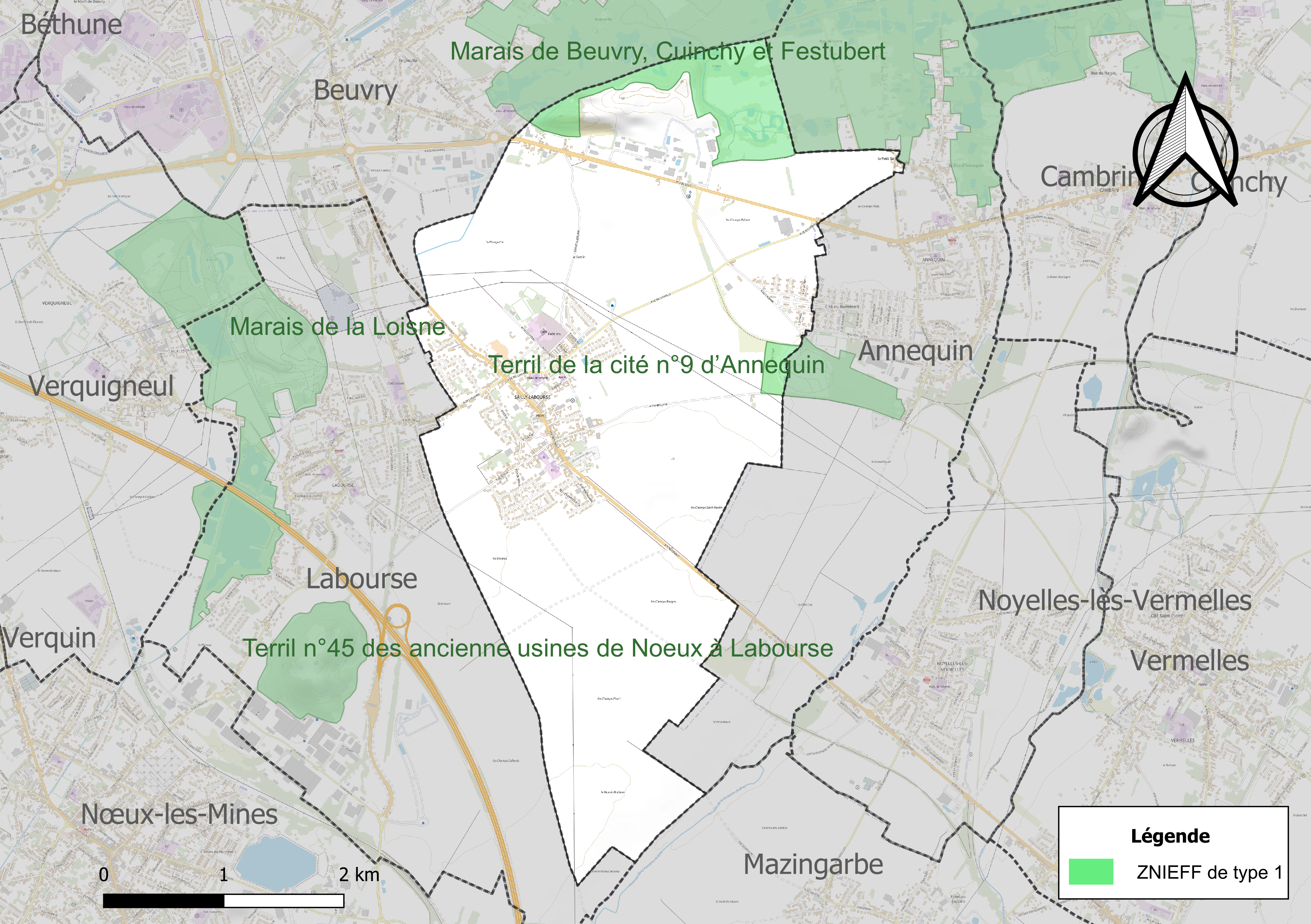
Carte des ZNIEFF sur la commune.

#### Espèces faunistiques et floristiques
L’Inventaire national du patrimoine naturel (INPN) recense plusieurs espèces faunistiques et floristiques sur le territoire de la commune dont certaines sont protégées et d’autres menacées et quasi-menacées.

## Urbanisme

### Typologie
Au 1er janvier 2024, Sailly-Labourse est catégorisée ceinture urbaine, selon la nouvelle grille communale de densité à sept niveaux définie par l'Insee en 2022.
Elle appartient à l'unité urbaine de Béthune, une agglomération inter-départementale regroupant 94  communes, dont elle est une commune de la banlieue,,. Par ailleurs la commune fait partie de l'aire d'attraction de Nœux-les-Mines, dont elle est une commune du pôle principal,. Cette aire, qui regroupe 8 communes, est catégorisée dans les aires de moins de 50 000 habitants,.

### Occupation des sols
L'occupation des sols de la commune, telle qu'elle ressort de la base de données européenne d’occupation biophysique des sols Corine Land Cover (CLC), est marquée par l'importance des territoires agricoles (75,2 % en 2018), en diminution par rapport à 1990 (78,4 %). La répartition détaillée en 2018 est la suivante :
terres arables (75,2 %), zones urbanisées (16 %), mines, décharges et chantiers (5,5 %), forêts (3,3 %). L'évolution de l’occupation des sols de la commune et de ses infrastructures peut être observée sur les différentes représentations cartographiques du territoire : la carte de Cassini (XVIIIe siècle), la carte d'état-major (1820-1866) et les cartes ou photos aériennes de l'IGN pour la période actuelle (1950 à aujourd'hui).

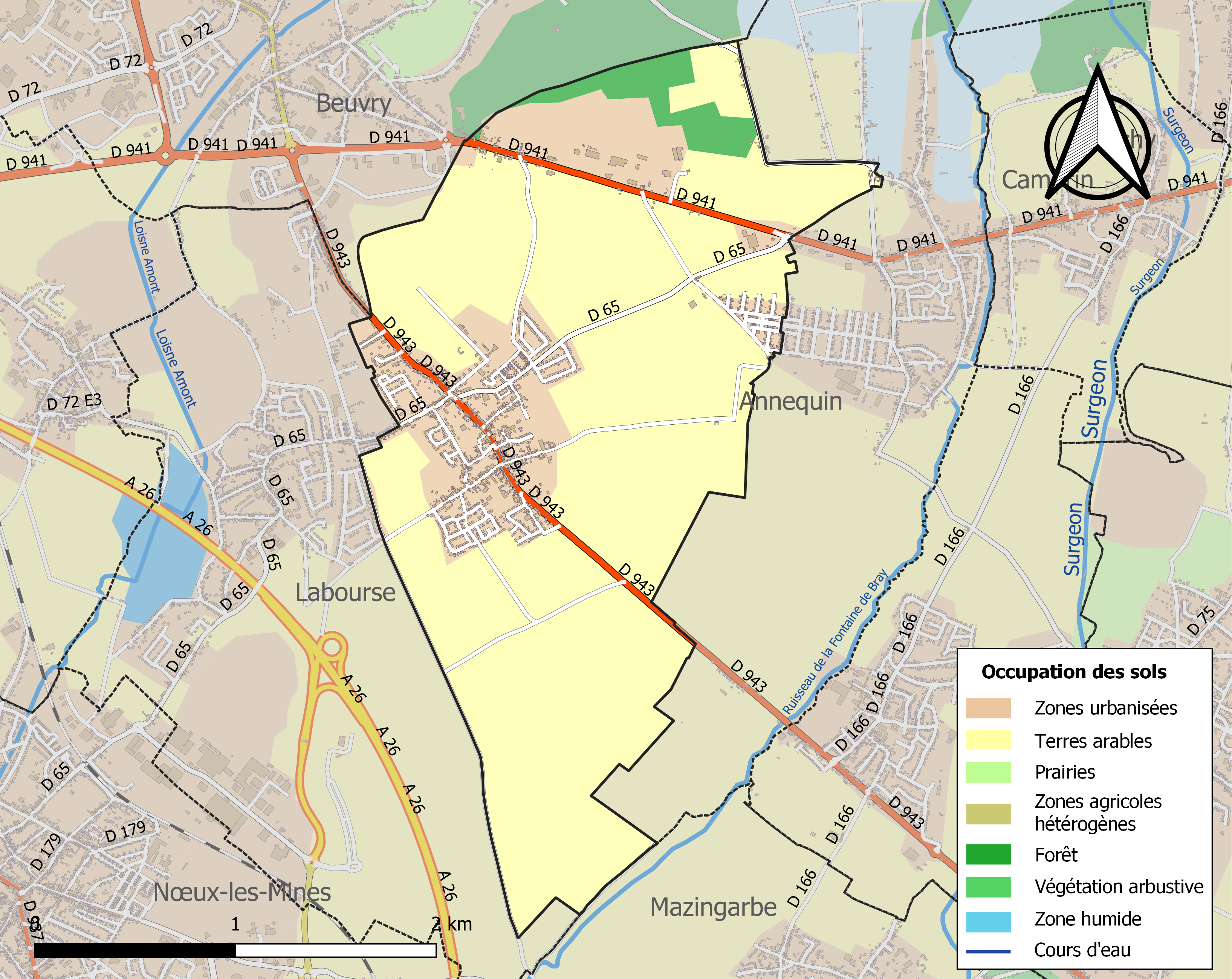
Carte des infrastructures et de l'occupation des sols de la commune en 2018 (CLC).

## Toponymie
Le nom de la localité est attesté sous les formes Salli en 1154 ; Sailli de 1155 à 1159 ; Saillies au XIIe siècle ; Sailliacum en 1251 ; Salliacum en 1253 ; Salli d’alès la Bourse au XIIIe siècle ; Saille en 1330 ; Saalli en 1404 ; Sailli leez le Bourse en 1439 ; Sailly-lez-le-Bourse en 1515 ; Sailly-lez-Béthune au XVIe siècle ; Sailly-lez-Bours en 1749 ; Sailly-lez-Bourse en 1651 ; Sailly en 1793 ; Sailly-les-Bourses puis Sailly-Labourse depuis 1801.
Le nom de Sailly (attestation  Salli, en 1154, ce qui n'est pas très instructif) proviendrait d'un nom d'homme gallo-romain, Salius, et du suffixe -acum, latinisation du suffixe gaulois -*acon. Il s'agit donc probablement d'une propriété rurale d'origine gallo-romaine, ou à la rigueur de l'Antiquité tardive.

Sailly est issu de saltus qui signifie bois.

## Histoire
D'après l'historien français Auguste de Loisne : « Sailly-la-Bourse, en 1789, faisait partie du bailliage de Lens, d'après Maillart, et avait une coutume locale rédigée en 1507 suivant la coutume générale d'Artois. Son église paroissiale, diocèse d'Arras, doyenné de Béthune, district de Beuvry, était consacrée à saint Martin ; l'évêque d'Arras conférait la cure. »
En 1975-1976 sur le territoire de Sailly-Labourse un site archéologique du néolithique moyen a été trouvé et fouillé. Les poteries et silex qui y ont été découverts sont datés de 3400 av. J.-C. Ils témoignent de l'implantation dans le secteur des premiers agriculteurs - éleveurs du Nord de la France. Auparavant nos contrées étaient habitées par des peuplades de chasseurs. Une première "poussée danubienne" vers 5000 av. J.-C. avait déjà vu l'arrivée d'agriculteurs-éleveurs en Belgique et en Provence. On ne sait bien sûr pas combien étaient ces premiers habitants de Sailly. mais on dénombra ensuite : 89 contribuables à la fin du XIIIe siècle ; 55 familles en 1469 ; 37 en 1698. puis 216 habitants en 1720 ; 642 en 1793 ; 710 en 1836 ; 699 en 1856 ; 744 en 1870 ; 1 416 en 1914 ; 1 410 en 1921 ; 1 920 en 1936 ; 2 106 en 1946 et 1 750 au recensement de 1982.
Sailly-Labourse a encore la chance de posséder une église digne d'intérêt, dans une région qui a énormément souffert des deux derniers conflits mondiaux. Elle est datée de 1573 dans un soubassement. Son chœur primitif fut toutefois démoli et reconstruit en 1782 sous une autre forme. Il possédait auparavant trois autels. Celui de droite était l'autel de Saint-Nicolas, d'une confrérie de porteurs de morts en terre analogue aux charitables. Ils ne sont plus aujourd'hui que des volontaires sans aspect religieux. L'ancien presbytère d'avant la Révolution existe encore rue de Nœux mais très déformé. Il fut vendu dans la tourmente qui a suivi la chute de l'ancien régime. Le presbytère actuel fut construit vers 1820. La reconstruction du chœur a nécessité presque cent ans. On peut suivre la progression de l'affaire dans l'inventaire sommaire des archives départementales (tome Ill. série H, fonds de l'abbaye St-Vaast, p. 154). En 1688, Charles Dudicourt, curé adresse une supplique au Conseil d'Artois pour obliger le décimateur (celui qui perçoit la dîme) à faire réparer ce chœur qui "est dans un estat ruineux. en sorte qu'il a esté obligé de le quitter, n'osant plus y dire la sainte messe".On trouve ensuite mention de devis et réparation du chœur en 1691 et en 1725 ; de la visite par un maçon et un charpentier, tous deux d'Arras en 1756 et de l'adjudication au rabais des travaux en 1762. On arrive à la conclusion 94 ans après le début de l’affaire soit en 1782.
Pendant la Première Guerre mondiale, en octobre 1914, des troupes françaises séjournent dans la commune de Labourse et dans les communes voisines, sur le front ou à proximité de celui-ci : Sailly-Labourse, Noyelles-les-Vermelles, Mazingarbe.
Après la Première Guerre mondiale, la commune est décorée de la croix de guerre 1914-1918 par décret du 25 septembre 1920, distinction également attribuée à 276 autres communes du Pas-de-Calais.

## Politique et administration

### Découpage territorial
La commune se trouve dans l'arrondissement de Béthune du département du Pas-de-Calais.

#### Commune et intercommunalités
La commune est membre de la communauté d'agglomération de Béthune-Bruay, Artois-Lys Romane qui regroupe 100 communes et totalise 275 327 habitants en 2021.

#### Circonscriptions administratives
La commune est rattachée au canton de Douvrin.

#### Circonscriptions électorales
Pour l'élection des députés, la commune fait partie de la dixième circonscription du Pas-de-Calais.

### Élections municipales et communautaires

#### Liste des maires
| Période                                  | Période                    | Identité                     | Étiquette | Qualité                                                       |
| ---------------------------------------- | -------------------------- | ---------------------------- | --------- | ------------------------------------------------------------- |
| Les données manquantes sont à compléter. |                            |                              |           |                                                               |
| 1800                                     | 1813                       | Jacques-Philippe Dollet      |           | Cultivateur                                                   |
| 1813                                     | 1827                       | Théodore Lericque de Rocourt |           | Propriétaire                                                  |
| 1827                                     | 1835                       | Jacques-Philippe Dollet      |           | Cultivateur                                                   |
| 1835                                     | 1840                       | Séraphin Lefrançois          |           | Cultivateur                                                   |
| 1840                                     | 1848                       | Aimable Dansou               |           | Ancien officier                                               |
| 1848                                     | 1855                       | François Dollet              |           | Cultivateur                                                   |
| 1855                                     | 1861                       | Aimable Dansou               |           | Ancien officier                                               |
| 1862                                     | 1876                       | Agathon Dollet               |           | Cultivateur                                                   |
| 1876                                     | 1896                       | Augustin Leleu               |           | Cultivateur                                                   |
| 1896                                     | 1908                       | Jean-Baptiste Démoulin       |           | Cultivateur                                                   |
| 1908                                     | 1919                       | Constant Démoulin            |           | Cultivateur                                                   |
| 1919                                     | 1925                       | Emile Essique                |           | Mineur, puis Commerçant                                       |
| 1925                                     | 1945                       | Jules Mayeur                 | Soc.ind.  | Marchand de chevaux Conseiller d'arrondissement (1931 → 1937) |
| 1945                                     | 1947                       | Joseph Machut                |           | Mineur                                                        |
| 1947                                     | mars 1971                  | Jules Mayeur                 | Soc.ind.  | Marchand de chevaux                                           |
| mars 1971                                | mars 1977                  | Roland Leblanc               |           | Employé aux houillères                                        |
| mars 1977                                | mars 2001                  | Jean Coornaert               | PS        | Cultivateur                                                   |
| mars 2001                                | janvier 2003 (décès)       | Jacques Delcloy              |           |                                                               |
| mars 2003                                | mars 2014                  | Robert Copin                 | DVG       | Ingénieur chimiste retraité                                   |
| mars 2014,                               | 2020                       | Moïse Baudelet               | DVG       | Ancien instituteur et directeur d'école                       |
| 3 juillet 2020                           | En cours (au 4 avril 2022) | Dominique Hennebelle         |           | Ancien employé,                                               |

## Population et société

### Démographie
Les habitants sont appelés les Saillygeois.

#### Évolution démographique
L'évolution du nombre d'habitants est connue à travers les recensements de la population effectués dans la commune depuis 1793. Pour les communes de moins de 10 000 habitants, une enquête de recensement portant sur toute la population est réalisée tous les cinq ans, les populations de référence des années intermédiaires étant quant à elles estimées par interpolation ou extrapolation. Pour la commune, le premier recensement exhaustif entrant dans le cadre du nouveau dispositif a été réalisé en 2008.

En 2022, la commune comptait 2 535 habitants, en évolution de +10,46 % par rapport à 2016 (Pas-de-Calais : −0,72 %, France hors Mayotte : +2,11 %).
| 1793 | 1800 | 1806 | 1821 | 1831 | 1836 | 1841 | 1846 | 1851 |
| ---- | ---- | ---- | ---- | ---- | ---- | ---- | ---- | ---- |
| 642  | 752  | 729  | 722  | 710  | 685  | 702  | 727  | 756  |

| 1856 | 1861 | 1866 | 1872 | 1876 | 1881 | 1886 | 1891 | 1896  |
| ---- | ---- | ---- | ---- | ---- | ---- | ---- | ---- | ----- |
| 699  | 714  | 744  | 742  | 800  | 849  | 969  | 979  | 1 062 |

| 1901  | 1906  | 1911  | 1921  | 1926  | 1931  | 1936  | 1946  | 1954  |
| ----- | ----- | ----- | ----- | ----- | ----- | ----- | ----- | ----- |
| 1 216 | 1 408 | 1 416 | 1 410 | 1 659 | 1 920 | 1 863 | 2 106 | 1 946 |

| 1962  | 1968  | 1975  | 1982  | 1990  | 1999  | 2006  | 2008  | 2013  |
| ----- | ----- | ----- | ----- | ----- | ----- | ----- | ----- | ----- |
| 1 966 | 1 957 | 1 889 | 1 750 | 1 938 | 2 013 | 2 120 | 2 151 | 2 163 |

| 2018  | 2022  | - | - | - | - | - | - | - |
| ----- | ----- | - | - | - | - | - | - | - |
| 2 377 | 2 535 | - | - | - | - | - | - | - |

#### Pyramide des âges
La population de la commune est relativement jeune.
En 2018, le taux de personnes d'un âge inférieur à 30 ans s'élève à 39,9 %, soit au-dessus de la moyenne départementale (36,7 %). À l'inverse, le taux de personnes d'âge supérieur à 60 ans est de 20,4 % la même année, alors qu'il est de 24,9 % au niveau départemental.
En 2018, la commune comptait 1 137 hommes pour 1 240 femmes, soit un taux de 52,17 % de femmes, légèrement supérieur au taux départemental (51,50 %).
Les pyramides des âges de la commune et du département s'établissent comme suit.
| Hommes | Classe d’âge | Femmes |
| ------ | ------------ | ------ |
| 0,2    | 90 ou +      | 1,8    |
| 4,9    | 75-89 ans    | 8,1    |
| 11,7   | 60-74 ans    | 13,9   |
| 18,6   | 45-59 ans    | 18,3   |
| 22,6   | 30-44 ans    | 19,9   |
| 18,6   | 15-29 ans    | 15,8   |
| 23,3   | 0-14 ans     | 22,2   |

| Hommes | Classe d’âge | Femmes |
| ------ | ------------ | ------ |
| 0,5    | 90 ou +      | 1,6    |
| 5,6    | 75-89 ans    | 8,9    |
| 16,7   | 60-74 ans    | 18,1   |
| 20,2   | 45-59 ans    | 19,2   |
| 18,9   | 30-44 ans    | 18,1   |
| 18,2   | 15-29 ans    | 16,2   |
| 19,9   | 0-14 ans     | 17,9   |

## Culture locale et patrimoine

### Lieux et monuments

#### Patrimoine mondial
Depuis le 30 juin 2012, la valeur universelle et historique du bassin minier du Nord-Pas-de-Calais est reconnue et inscrite sur la liste du patrimoine mondial de l’UNESCO. Parmi les 353 sites, répartis sur 109 lieux inclus dans le périmètre du bassin minier, le site no 78 de Sailly-Labourse est composé de la cité pavillonnaire no 9, également située sur Annequin. Elle résulte de l'exploitation de la fosse no 9 des mines de Béthune,.

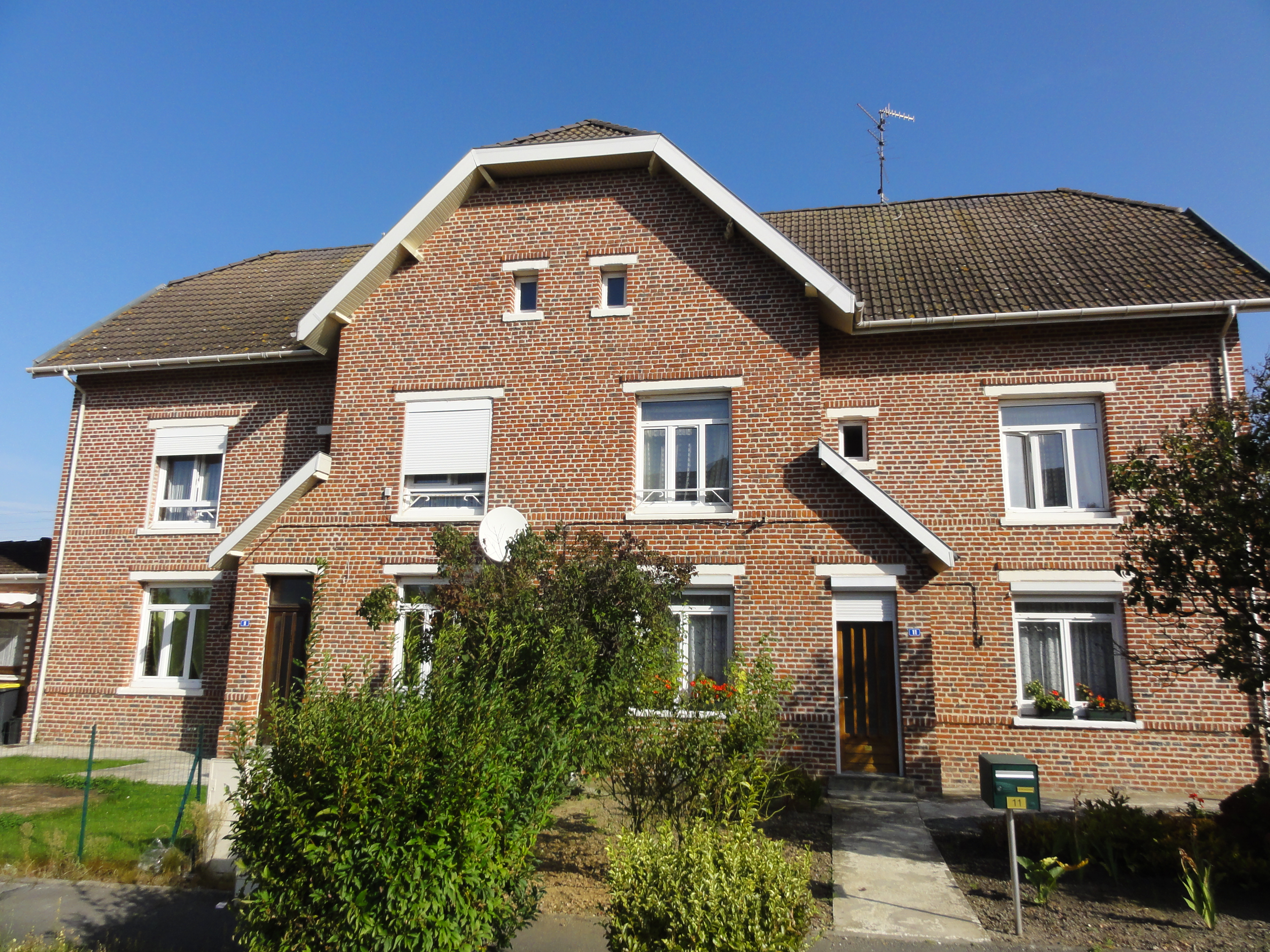
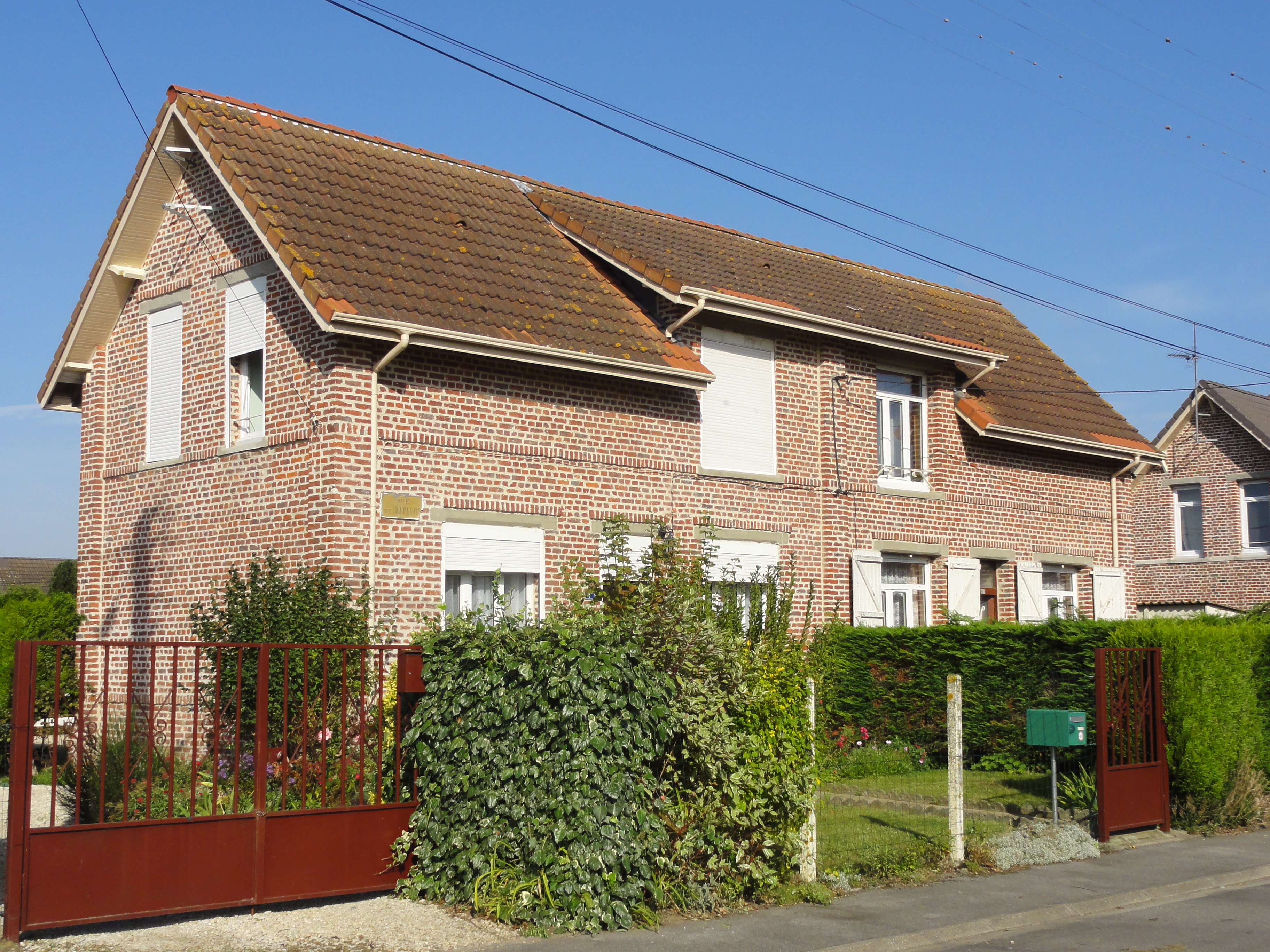
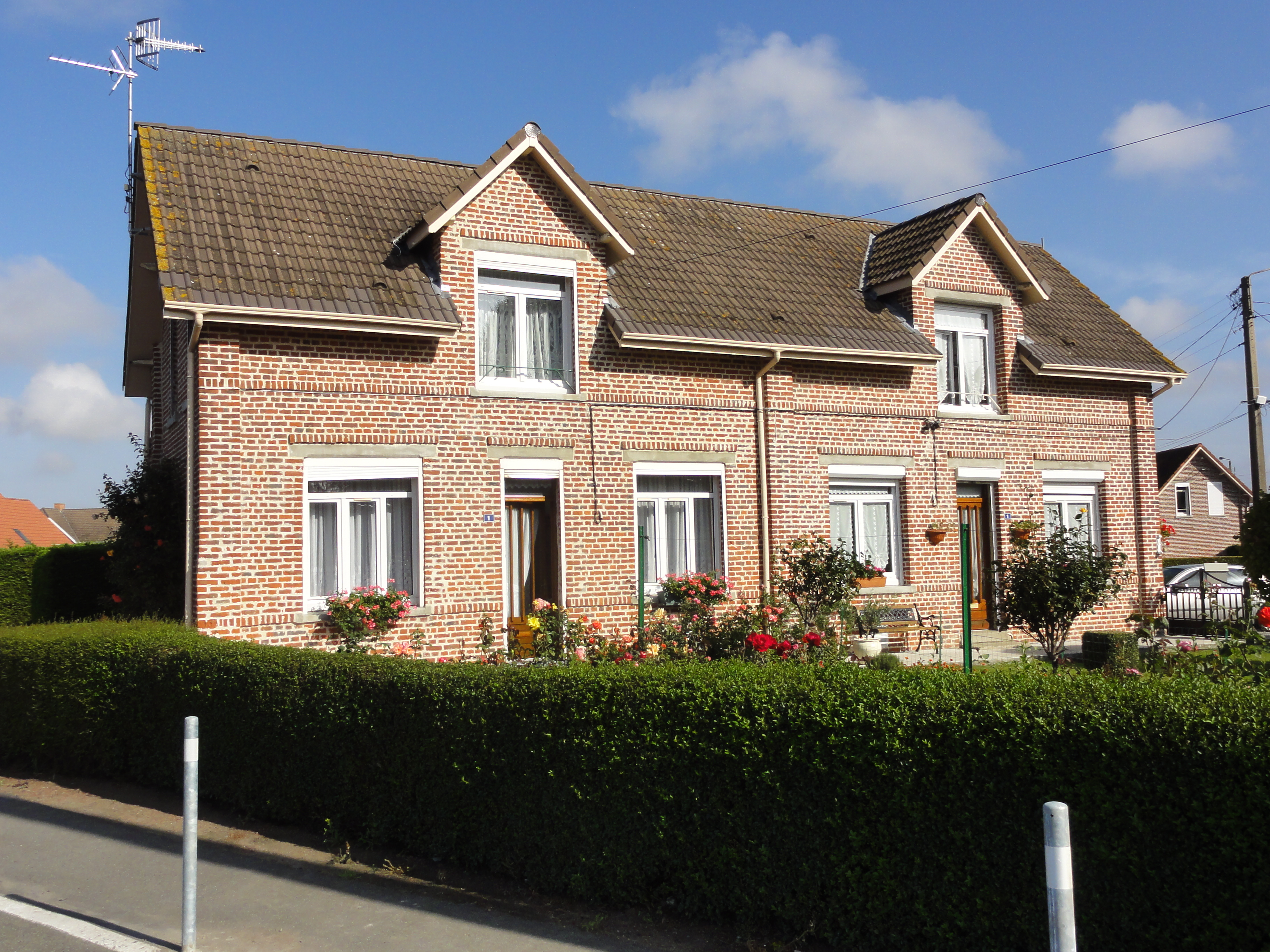

#### Autres lieux et monuments

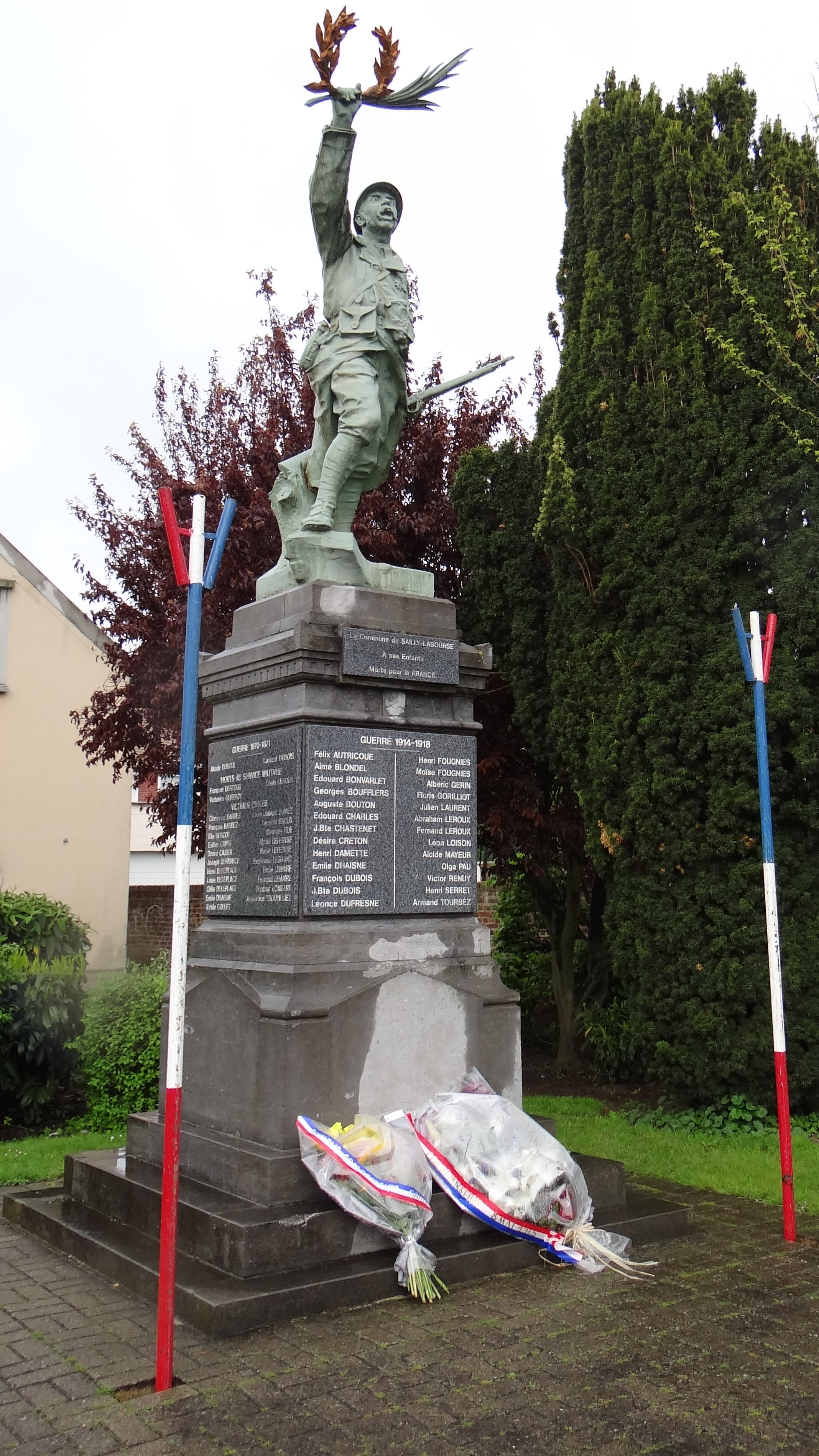
Le monument aux morts.

- L'église Saint-Martin, du XVIe siècle avec un chœur reconstruit au XVIIIe siècle.
- Le château des Près, du début du XVIIIe siècle.
- Le monument aux morts, surmonté du Poilu victorieux, statue du sculpteur Eugène Bénet[36].

### Héraldique
| Blason de Sailly-Labourse | Blason  | Écartelé : au 1er d'argent à la fasce de gueules, aux 2e et 3e contre-écartelé d'or et de sable, au 4e d'or à la croix ancrée de gueules. Ornements extérieursCroix de guerre 1914-1918 |
| Blason de Sailly-Labourse | Détails | Le statut officiel du blason reste à déterminer. |

## Pour approfondir

#### Bases de données, dictionnaires et encyclopédies
- Ressources relatives à la géographie :   - Insee (communes)
  - Ldh/EHESS/Cassini
- Ressource relative à plusieurs domaines :   - Annuaire du service public français
- Notices d'autorité :   - BnF (données)